# جوني هارت
جوني هارت (بالإنجليزية: Johnny Hart)‏ (8 يونيو 1928 في المملكة المتحدة - 26 نوفمبر 2018) هو مدرب كرة قدم ولاعب كرة قدم بريطاني في مركز مهاجم داخلي. لعب مع مانشستر سيتي.

## وصلات خارجية
- جوني هارت على موقع قاعدة بيانات كرة القدم.إي يو (الإنجليزية)